# Gina Mastrogiacomo
Gina Mastrogiacomo (Great Neck, 5 de noviembre de 1961-California, 5 de febrero de 2001) fue una actriz estadounidense.
Inició su carrera en el cine de la mano de Martin Scorsese en la cinta de gánsters Goodfellas (1990), interpretando a Janice Rossi, la amante del protagonista. Aunque volvió a actuar en el cine, en películas como The Naked Gun 2½: The Smell of Fear (1991), su carrera continuó en la televisión, participando en series como NYPD Blue (1994), Seinfeld (1996), ER (1998) y The X-Files (2000).
Mastrogiacomo falleció a los 39 años de edad a causa de una infección al corazón.